# Trochocyathus armata
Espèce
Statut CITES
Trochocyathus armata est une espèce éteinte de coraux de la famille des Caryophylliidae.